# Жабелівська сільська рада
| Жабелівська сільська рада — сільська рада у складі Вінницького району Вінницької області з адміністративним центром у с. Жабелівка. Сільській раді були підпорядковані населені пункти: - c. Жабелівка |

## Склад ради
Рада складалася з 16 депутатів та голови.

## Керівний склад сільської ради
| ПІБ                           | Основні відомості                                                                  | Дата обрання | Дата звільнення |
| ----------------------------- | ---------------------------------------------------------------------------------- | ------------ | --------------- |
| Стаєцький Володимир Франкович | Сільський голова, 1958 року народження, освіта, член Соціалістичної партії України | 26.03.2006   | 31.10.2010      |
| Стаєцький Володимир Франкович | Сільський голова, 1958 року народження, освіта вища, безпартійний                  | 31.10.2010   |                 |

Примітка: таблиця складена за даними джерела